# Riyadh (departement)
Riyadh är ett departement i Mauretanien. Det ligger i regionen Nouakchott-Sud, i den västra delen av landet.